# لئو فورتانتو
لئو فورتانتو (به پرتغالی: Leonardo Fortunato dos Santos) مدافع اهل برزیل است که در شهر ریودو ژانیرو و در تاریخ ۱۴ مارس ۱۹۸۳ به دنیا آمده‌است.
لئو فورتانتو در تیم‌های فوتبال Madureira سابقهٔ حضور دارد.